# Josip Kazimir Drašković
Josip I. Kazimir Drašković Trakošćanski  (njem: Joseph Kasimir Graf Draskovich von Trakostyan, mađ: József Kázmér Gróf Draskovich de Trakostyán) (?, 4. ožujka 1716. - Klenovnik, kraj Ivanca, 9. studenog 1765.), hrvatski grof i austrijski general, član hrvatske velikaške obitelji Draškovića Trakošćanskih. 

## Životopis
Rođen je 1716. godine kao sin hrvatskog bana Ivana V. Draškovića Trakošćanskog i njegove supruge grofice Marije Katarine rođ. von Brandis. Oženio se za barunicu Suzanu Malatinszky de Felső- et Alsómalatin (4.3.1716./1.11.1717. – 9.11.1765./20.3.1786.), s kojom će imati 7 djece. Već od 1734. godine nalazi se u austrijskoj vojsci. Istaknuo se hrabrošću u Ratu za austrijsko nasljedstvo (1740. – 1748.) na talijanskim i njemačkim bojištima. Godine 1750. unaprijeđen je u čin generala bojnika. Istaknuo se i tijekom Sedmogodišnjeg rata (1756. – 1763.) te dobio 1758. čin podmaršala, a 1763. unaprijeđen u generala topništva i zapovijedajućeg generala u Erdelju.
Djeca:
- grof Ivan VIII. Drašković (1746. – 1787.) ~ barunica Apollonija Malatinszky de Alsómalatin; roditelji grofa Janka Draškovića
- grof Franjo Ksaver Drašković (1750.- Klenovnik 3.9.1817.) ~ barunica Ana Jankovich de Priber (1752. – 1823.)
- grof Josip Drašković (?-1785.) ~ 1776. Elisabeth Damiensichs
- grofica Marija Ana Drašković (umrla mlada)
- grofica Katarina Drašković (umrla mlada)
- grofica Julija Drašković (16.10.1757. – 12.4.1782.) ~ 2.9.1773 grof Ladislav Erdődy de Monyorókerék et Monoszló (20.5.1746. – 13.7.1786.)
- grofica Barbara Drašković (?) ~ grof Antun Pejačević (1749. – 1802.)

## Poznati posjedi
Njegovi su poznati posjedi dvorci Trakošćan, Klenovnik i Brezovica.

## Odličja
Za svoje zasluge dobio je odličje Vojnog reda Marije Terezije.

## Napomena
Pošto do Gajeve reforme pravopisa u hrvatskom jeziku nisu postojala posebna slova za glasove š i ć, službeni oblik obiteljskog prezimena s dodijeljenim im pridjevom će do modernog doba biti i u hrvatskom Draskovich de Trakostyan,  ovaj ortografski oblik prezimena Drašković će i Hrvatski sabor nastaviti koristiti za obitelj Drašković i nakon prihvaćanja Gajeve pravopisne reforme, te će i prilikom zadnjeg ozakonjenja nasljednih virilističkih obitelji 1891. prezime biti navedeno u obliku Draskovich.  U izvorima na njemačkom jeziku ime i naslov mu glasi Josef Graf von Draskowics. ili Draskovich.

## Vanjske poveznice
- Slika Josipa Kazimira Draškovića
- Popis generala Habsburške Monarhije